# Pau Garbaler
Pau Garbaler fou un organista català del segle xvii.
El 26 de juliol de 1652 va ser nomenat organista de la Catedral de Barcelona, substituint al titular Bernabé Iriberia, el qual estava empresonat. Va acceptar treballar sense sou, però amb la condició de tenir dret als ‘'profits que hi havia a algunes misses matinals i altres oficis de devoció, a la pròpia església i fora d'aquesta.